# Saprininae
Saprininae (лат.) — подсемейство жуков из семейства карапузиков.

## Описание
Мелкие жуки округлой или овальной формы, длина от 1,4 мм до 10 мм. Усики расположены под краем лба. Надкрылья с дорсальными бороздками. Более 620 видов в мировой фауне, в Палеарктике более 270 видов.

## Систематика
Подсемейство: Saprininae
- род: Alienocacculus Kanaar, 2008
- род: Ammostyphrus Reichardt, 1924
- род: Axelinus Kryzhanovskij, 1976
- род: Chalcionellus Reichardt, 1932
- род: Chivaenius  Olexa, 1980
- род: Ctenophilothis  Kryzhanovskij, 1987
- род: Eopachylopus Reichardt, 1926
- род: Eremosaprinus  Ross, 1939
- род: Euspilotus Lewis, 1907
- род: Exaesiopus Reichardt, 1926
- род: Gnathoncus Jacquelin du Val, 1858
- род: Hypocacculus Bickhardt, 1916
- род: Hypocaccus C.G.Thomson, 1867
- род: Microsaprinus  Kryzhanovskij, 1976
- род: Myrmetes Marseul, 1862
- род: Notosaprinus Kryzhanovskij, 1972
- род: Paravolvulus  Reichardt, 1932
- род: Philothis  Reichardt, 1930
- род: Philoxenus  Mazur, 1991
- род: Pholioxenus Reichardt, 1932
- род: Phoxonotus Marseul, 1862
- род: Reichardtiolus Kryzhanovskij, 1959
- род: Saprinus Erichson, 1834
- род: Saprinodes Lewis, 1891
- род: Styphrus Motschulsky, 1845
- род: Tomogenius Marseul, 1862
- род: Turanostyphrus Tishechkin, 2005
- род: Xenonychus Wollaston, 1864
- род: Xenophilothis Kryzhanovskij, 1987
- род: Zorius Reichardt, 1932